# عصوية
العصوية أو القَصِيمَة أو باسلس (بالإنجليزية: Bacillus)‏ هي جنس بكتيريا موجبة غرام وعضو بشعبة متينات الجدار، هي بكتيريا عصوية تتراوح بين (0. 5 × 1.2 ميكرون) إلى (2.5 × 10 ميكرون)، هوائية أو هوائي-لاهوائية اختيارياً وتستمد طاقتها من التنفس أو التخمر، هذه البكتيريا قادرة على إنتاج حويصلات يسمح لها بتحمل الظروف البيئية غير الملائمة.

## البنية

### جدار الخلية
جدار الخلية في العصوية عبارة عن هيكل على السطح الخارجي للخلية يشكل الحاجز الثاني بين البكتيريا والبيئة، وفي الوقت نفسه يحافظ على شكل القضيب ويتحمل الضغط الناتج عن الضغط الأسموزي في الخلية يتكون جدار الخلية من أحماض التيكويك و أحماض التيكويك الذهنية
و كذلك الببتيدوغليكان أو ما يعرف ب الميورين ، إن دور الأساسي الهيكل الخلوي هو الحفاظ على الشكل و تحمل الضغط الأسموزي و حماية البكتريا كما أن له خصائص مستضدية